# Liolaemus lentus
Liolaemus lentus — вид ігуаноподібних ящірок родини Liolaemidae. Ендемік Аргентини.

## Поширення і екологія
Liolaemus lentus відомі з кількох місцевостей, розташованих в провінціях Ла-Пампа і Ріо-Негро. Вони живуть на помірних луках, поблизу солончаків. Зустрічаються на висоті від 250 до 450 м над рівнем моря. Живляться комахами, відкладають яйця.